# Trichomanes pellucens
Espèce
Trichomanes pellucens est une espèce de fougères de la famille des Hyménophyllacées originaire d'Amérique tropicale.

## Description[1]
Cette espèce a les caractéristiques suivantes :
- un port cespiteux, avec un court stipe où s'ordonnent des racines brun-foncé à noires ;
- des frondes de longueur variable avec un pétiole pouvant atteindre 15 cm ;
- un limbe régulier, oblongue linéaire, segmenté profondément une fois, de moins de 25 cm de long sur 7 de large
- les sores sont situés en majorité sur les segments à l'extrémité du limbe, à raison de un à cinq par segment et à son apex ;
- chaque sore porte une columelle très longue, foncée
- l'indusie est tubulaire.

## Distribution
Cette espèce, plutôt terrestre mais aussi épiphyte, est présente en Amérique tropicale, principalement du Sud : Bolivie, Brésil, Colombie, Équateur, Pérou, Venezuela et en Guyane.

## Historique et position taxinomique
En 1834, Gustav Kunze décrit une première fois cette espèce à partir d'un échantillon de l'herbier d'Eduard Friedrich Poeppig prélevé dans la région de Huellaga au Pérou en 1830
En 1875, Karl Anton Eugen Prantl la place dans le genre Ptilophyllum section Achomanes sous-section Crispa.
En 1974, Conrad Vernon Morton la place dans la sous-section Crispa de la section Achomanes du sous-genre Achomanes du genre Trichomanes.
En 2006, Atsushi Ebihara, Jean-Yves Dubuisson, Kunio Iwatsuki, Sabine Hennequin et Motomi Ito prennent Trichomanes alatum comme espèce représentative du genre Trichomanes, sous-genre Trichomanes.
Trichomanes pellucens est classé dans le sous-genre Trichomanes.
Elle compte deux synonymes :
- Ptilophyllum pellucens (Kunze) Prantl
- Trichomanes crispum subsp. pellucens (Kunze) Hassl.

Elle compte aussi un homonyme : Trichomanes pellucens Liebm. (1849) : voir Trichomanes crispum L.